# Devi (hindoeïsme)

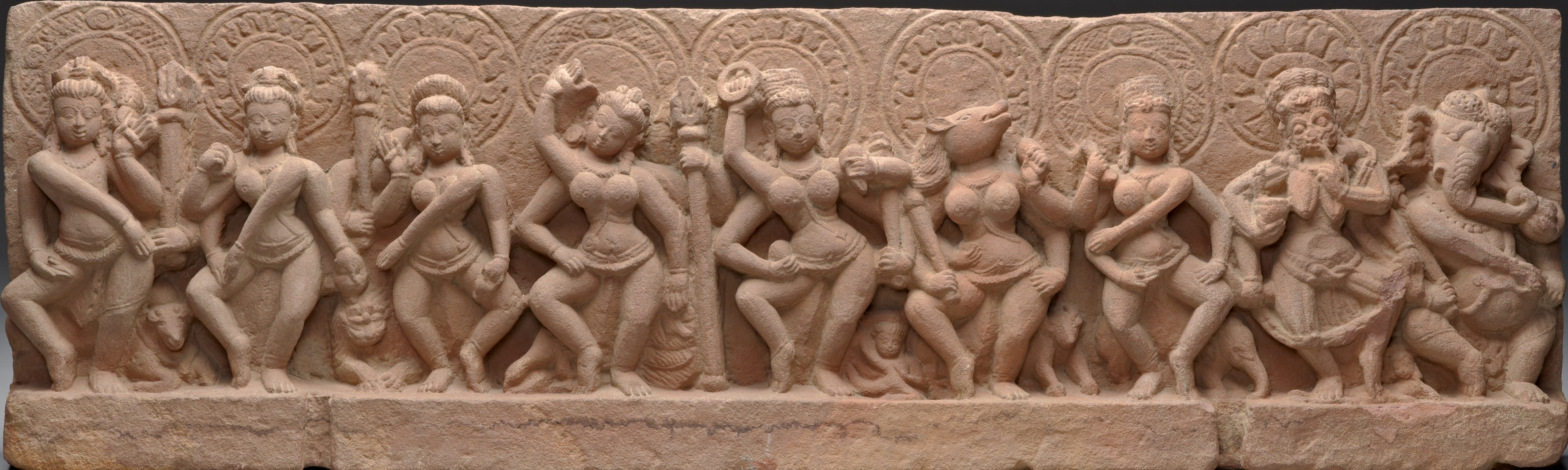
De zeven moedergodinnen met links Shiva en rechts Ganesha

De Devi staat voor het actieve vrouwelijke principe binnen het Hindoeïsme. Devi betekent 'godin'.
De Devi evolueerde uit het oude concept van moeder en vegetatiegodinnen. Zij wordt meer als een abstractie gezien, die desalniettemin antwoord geeft op de beden van smekelingen. In de vijfde eeuw van de christelijke jaartelling verscheen zij in vele vormen van het actieve vrouwelijke aspect of kracht van mannelijke godheden. Algemene kenmerken zijn een haak, neus, gebedswiel en drietand.
Devi is ook de naam van een vrouwelijke godheid die de als partner van een god of deva gezien wordt.